# Álvaro Fernández Suárez
Alvaro Fernández Suárez (Cogela, Ribadeo, España, 21 de diciembre de 1906 - Madrid, 21 de agosto de 1990) fue un escritor y economista español.

## Biografía
En sus propias palabras, hablando de sí mismo en tercera persona: Nació, por así decirlo, en un puente, sobre una ría, donde silba el viento, a caballo entre Galicia y Asturias. Se le tiene —y con muy sustancial y vital causa— por natural de Vegadeo (Asturias), pero fue inscrito en Ribadeo (Galicia), también con motivo justo y legal, y así es de ancho el cepellón de sus raíces. [...] Esto de nacer le sucedió en tiempo moderno, en el primer decenio de este siglo [XX], pero tal como corre la historia y como murmura por lo bajo su fluir, está el punto de su nacimiento más cerca de la remota Edad Media que del inminente año 2000. 
Estudió en San Sebastián y en Madrid, licenciándose en Derecho e ingresando en 1931 por oposición en el Cuerpo de Técnicos Comerciales del Estado. Fue ayudante en la cátedra de Adolfo Posada en la Universidad de Madrid. Durante aquellos años trató de cerca a intelectuales y artistas como Francisco Ayala, Rafael Alberti, o Agustín de Foxá, y fue muy amigo de León Felipe.
Estuvo luego en Ginebra como delegado del gobierno republicano en el Comité de Expertos para establecer las Sanciones a Italia por parte de la Sociedad de Naciones. Al estallar la guerra civil española en 1936 estaba de Agregado Comercial en la Embajada de España en Roma, trasladándole el gobierno de la República a París, de donde le llamarían luego a Madrid. Pasó la guerra siguiendo al gobierno republicano, de Madrid a Valencia y de Valencia a Barcelona. A la caída de esta ciudad en 1939, salió en avión hacia Orán y de allí a Francia. 
En Francia convivió con Manuel Azaña en Pyla, en las cercanías de Arcachón. Sobre Azaña, Fernández Suárez escribió: Podría contar muchas cosas de este gran hombre en quien concurrían cualidades admirables con defectos calamitosos. De Francia marchó exiliado a Uruguay donde pasó grandes penurias hasta que logró diversas colaboraciones literarias y un empleo en la Universidad de Montevideo. En 1949 pasó a Buenos Aires, colaborando en La Nación, Sur y otras publicaciones, mientras escribe y da a la luz varias obras de ficción.
En 1954 solicitó su regreso a la Embajada de España, siendo admitido a pesar de lo mucho escrito contra el régimen franquista. No mucho después obtuvo el reingreso en el Cuerpo de Técnicos Comerciales del Estado; lo obtuve con explícita constancia de mi ideología y de mi conducta durante la guerra civil.
En Madrid desempeña además la subdirección de la revista cultural Índice, y reemprende su carrera de ensayista social y económico, publicando un incisivo e intelectualmente atrevido ensayo sobre política agrícola, Los mitos agrarios, y con El pesimismo español logra ser finalista del prestigioso Premio Espejo de España en 1983.

## Obras
- España. Su forma de gobierno en relación con su geografía y su psicología (1930)
- Futuro del Mundo Occidental (1933)
- El tiempo y el hoy
- El retablo de Maese Pedro
- Hermano Perro. México, 1942
- Se abre una puerta .... Buenos Aires, 1953
- Los mitos del Quijote. Madrid, 1953
- España, árbol vivo. Madrid, 1960
- El camino y la vida. Madrid, 1965
- La ciénaga inútil. Madrid, 1968
- Los mitos agrarios. Madrid, 1977
- El pesimismo español. Barcelona, 1983